# Adolf Jahn
Adolf Ferdinand Walter Jahn (* 17. Dezember 1858 in Stettin; † 19. Dezember 1941 in Halle (Saale)) war ein deutscher Bildhauer.

## Leben
Adolf Jahn war das jüngste von drei Kindern des Ehepaares Carl Wilhelm Jahn und Catharina Friederike Wilhelmine Jahn geb. Burchard. Der Vater war Kaufmann in Stettin und stammte aus Crossen an der Oder, die Mutter war die Tochter von Joachim Friedrich Burchard, Lehrer und Küster an der Berliner Garnisonkirche, und stammte aus Berlin. Nach dem Tod der Eltern wuchs Adolf Jahn in Stettin bei der Schwester seines Vaters auf. Er besuchte in Berlin zunächst die Gewerbeschule und kam mit 19 Jahren an die Berliner Kunstakademie, wo er von 1877 bis 1881 als Schüler u. a. von Albert Wolff und Fritz Schaper Bildhauerei studierte. Er erhielt während des Studiums mehrere Auszeichnungen. Später wurde er mit der Goldenen Medaille für Kunst und Wissenschaft am Bande des Friedrichsordens ausgezeichnet. In den Jahren 1882 bis 1884 war Adolf Jahn in Wien Schüler bei den Bildhauern Anton Schmidgruber und Viktor Tilgner. In Berlin arbeitete er in den Ateliers der Bildhauer Max Kruse, Peter Breuer und Joseph Kaffsack.
Adolf Jahn übernahm auch selber Lehrtätigkeiten, 1885 an der königlich preußischen Fachschule für Metallindustrie in Iserlohn und ab 1892 an der Technischen Hochschule Charlottenburg gemeinsam mit Otto Geyer. Die Bildhauerin Lilli Wislicenus-Finzelberg war dort Schülerin von beiden. Die Bildhauerin Else Fürst war Schülerin in Adolf Jahns Atelier in Berlin.
1890 heiratete Adolf Jahn in Wien Emilie Bertha Porsch (* 28. April 1859 in Znaim in Mähren; † 13. Juni 1905 in (Berlin-)Schöneberg), eine Tochter von Ignaz Porsch und Josefa Porsch geb. Palka. Er nahm seine Frau mit nach Berlin, wo er sich ab 1891 mit einer eigenen Werkstatt selbständig machte.
Neben Monumentalbildnissen bildeten vor allem Porträtbüsten und Bronzestatuetten den Schwerpunkt seines Schaffens. Er beschickte von 1893 bis 1918 die jährliche Große Berliner Kunstausstellung mit zahlreichen Statuen, Gruppen, Büsten und Reliefs in Bronze, Marmor, Gips und Holz.
Adolf Jahns bekanntestes Werk ist die Statuette „Nathan der Weise“ nach dem gleichnamigen Drama von Gotthold Ephraim Lessing. Sie wurde ab 1899 durch die Bronzegießerei Aktiengesellschaft Gladenbeck Berlin, vormals H. Gladenbeck & Sohn, in Bronze und Alabaster in unterschiedlichen Größen vervielfältigt, ab 1909 mit patentiertem Verfahren des 'Pyrochrom' auch in unterschiedlichen Einfärbungen und ab 1913 von der „Königlich Dänischen Porcelainsfabrik, Kopenhagen“ auch in Porzellan hergestellt. Sie wird bis heute auf Auktionen angeboten.
1893 wurde der einzige Sohn Walter Hugo Otto geboren. Nach dem Tod seiner Frau zog er seinen Sohn alleine auf. Adolf Jahn war bis nach dem Ersten Weltkrieg als Bildhauer tätig. Seit 1934 lebte er bei seinem Sohn und dessen Familie in Halle an der Saale, wo er 1941 starb. Er wurde auf dem Gertrauden-Friedhof in Halle/Saale beerdigt.

## Werke

### Statuetten
- Nathan der Weise (1893)
- Shylock
- Othello
- Wasserträgerin (1897)

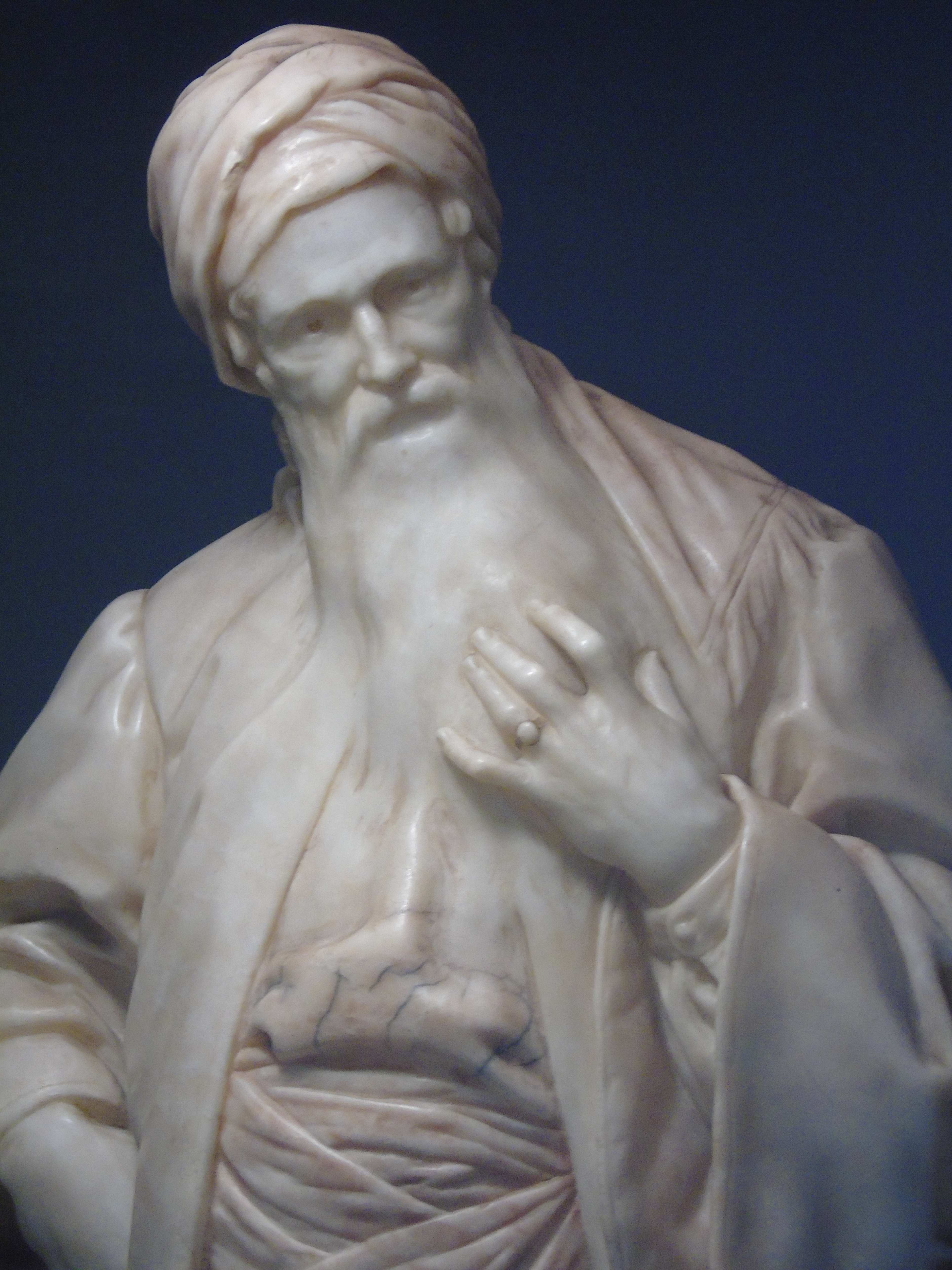
Nathan der Weise

- Figurenensemble „Amor und die Liebenden“ (1897)
- Segeler (1898)
- Mutterliebe (1900)
- Dante
- Alfred Krupp
- Martin Luther
- Wilhelm II. als Kreuzritter (1898)
- Figur „verstossen“ (1905)
- Figur „Schicksal“ (1906)
- Standbild mit Kindern (1910)
- Faust (1915)
- Neue Saat (1917)
- Der Kampf (1918)

### Bildnisbüsten
- Büste von Emilie Porsch (1884)
- Kinderbüste (1895)
- Geheimrat Samuel Kristeller (1896)
- Kaiser Wilhelm I. (1899)
- Gen.-Reg. Kommandeur Hann von Weyhern (1904)
- Karl Schrader (Politiker, 1834) (1906)
- Prof. Peter Hahn
- Graf Bolko von Hochberg (1906)
- Porträtbüste von Frl. X (1913)
- Büste des Sohnes Walter (1913)
- Dr. Goldstück
- Eine Porträtbüste des Bildhauers Gerhard Janensch blieb unvollendet.

### Reliefs
- Die Arbeit (1910)

### Arbeiten in öffentlichem Besitz

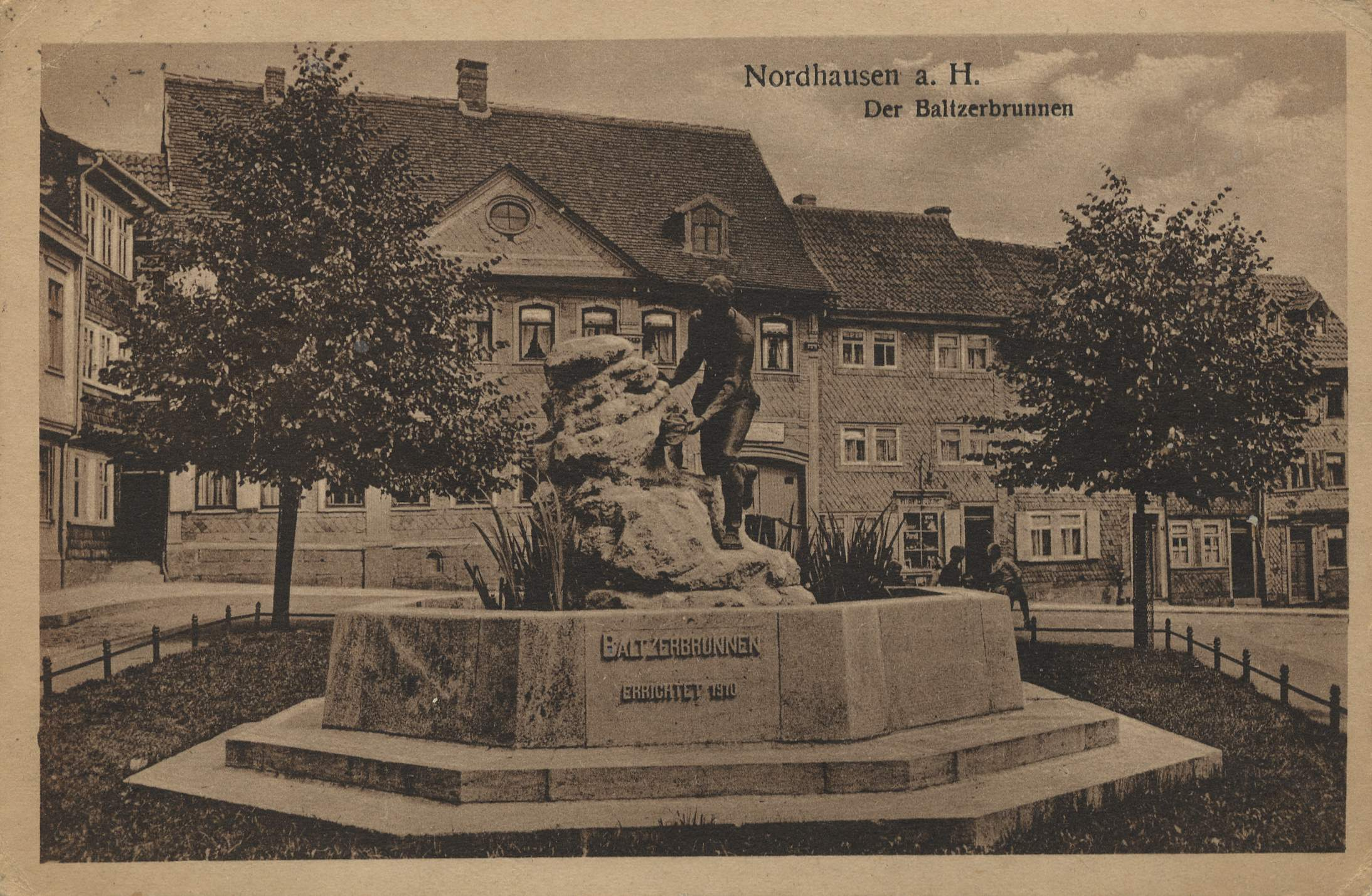
Eduard-Baltzer-Brunnen in Nordhausen

- Berlin, Staatsbibliothek: zwei allegorische Figuren der preußischen Hochschulen Marburg und Greifswald (1914)
- Berlin, Alter Garnisonfriedhof: Grabdenkmal für Olga Malcomess (1904)
- Bad Rodach, Oberfranken: Grabfigur „die Trauer“ für das Familiengrab der Familie Roesler (1910)
- Lüben in Schlesien, heute Lubin: Denkmal Kaiser-Wilhelm I. (1901)
- Nordhausen: Eduard-Baltzer-Brunnen (1910)
- Tuttlingen: Denkmal für Max Schneckenburger mit Bronzefigur der Germania und Porträtrelief des Dichters am Sockel (1892)
- Talheim: Bronzefigur der Germania vor dem Geburtshaus Max Schneckenburgers (1895)
- Sulzfeld: Kriegerdenkmal 1870/71 mit Germania-Figur (1895)
- Dorum, Gemeinde Wurster Nordseeküste: Kriegerdenkmal 1870/71 mit Germania-Figur (1898)
- Hirschberg-Großsachsen: Kriegerdenkmal 1870/71 mit Germania-Figur (1899)
- Memprechtshofen: Kriegerdenkmal 1870/71 mit Germania-Figur (1906)
- Wiesent, Landkreis Regensburg: Kriegerdenkmal 1870/71 mit Germania-Figur
- Danzig: allegorische weibliche Figuren für die Reichsbank (1902)
- Fulda: desgleichen

## Zitat
„Ein Meister der Kleinkunst. Die Skulptur wird bei uns leider noch meist mit dem Metermaß gemessen. Im übrigen kauft man französische Bronzen oder minderwertige Imitationen. Da sei denn auf den bescheidenen Berliner Bildhauer hingewiesen, der jüngst mit bemerkenswertem Erfolg Werke der Kleinkunst geschaffen hat. A. Jahn ist auch der Monumentalbildnerei nicht fremd, aber der Hauptschmuck seiner Werkstätte in der v. d. Heydtstraße in Berlin bilden neben einigen Portraitbüsten von Gelehrten Bronzestatuetten von einzigartigem schlichtem Reiz in Aufbau und Silhouette. Sein "Nathan der Weise", der augenscheinlich das Märchen von den drei Ringen erzählt, ist eine der glücklichsten Verkörperungen des klugen und gerechten Juden, den die Schule des Talmud das Denken, die des Lebens die Duldung gelehrt hat. Die "Wasserträgerin" wirkt besonders durch eine gewisse herbe Anmuth, die Friesrock und Flanelljacke durchbricht. Das feste und doch balanzirende Schreiten gelangt zu natürlichem überzeugendem Ausdruck, die Ausführung des charakteristischen Kopfes wie die Behandlung der rohen Stoffgewebe zeugen von gleich liebevoller Sorgfalt.“